# Allolestes
Allolestes is een geslacht van libellen (Odonata) uit de familie van de Argiolestidae.

## Soorten
Allolestes omvat 1 soort:
- Allolestes maclachlanii Selys, 1869